# Dichromodes partitaria
Dichromodes partitaria là một loài bướm đêm trong họ Geometridae.